# Caffrowithius caffer
Caffrowithius caffer är en spindeldjursart som först beskrevs av Beier 1947.  Caffrowithius caffer ingår i släktet Caffrowithius och familjen blindklokrypare. Inga underarter finns listade.